# Vincent Iorio
Vincent Iorio (Coquitlam, Columbia Británica, 14 de noviembre de 2002) es un jugador profesional canadiense de hockey sobre hielo que se desempeña en la posición de defensor derecho en Washington Capitals, equipo de la National Hockey League (NHL).

## Carrera
Fue seleccionado en la segunda ronda en la NHL Entry Draft de 2021. En 2022 hizo su debut profesional con el equipo Washington Capitals, donde lleva jugando una temporada.